# Andar conmigo
«Andar conmigo» es una canción de la cantante mexicana Julieta Venegas, de su tercer álbum de estudio Sí. También grabó el sencillo a dueto con la agrupación lagunera Chicos De Barrio en el año 2003 para el álbum Barrio Mix. Fue un éxito en México, Estados Unidos, Colombia y Venezuela.

## Canción
La canción fue escrita por Coti Sorokin y Julieta Venegas. El tema ocupó en el Billboard los lugares #33 y #14 en las listas Hot Latin Tracks y Latin Pop Airplay respectivamente, además ocupó en primer lugar en las radios mexicanas durando 15 semanas.
Trata la canción de una invitación tierna a conocer a una persona poco a poco, tomándose el tiempo de sentirla y enamorase, habla de los destinos que pueden tomar, pero de los seguros que están de conocerse y descubrirse, simplemente andar conmigo.
Una versión regional mexicana en colaboración con la banda Marca Registrada fue lanzada el 1 de marzo de 2024.

## Video
El video musical fue filmado en la ciudad de Buenos Aires bajo la dirección de Santiago Pueyrredon.
El vídeo trata sobre una novia en una cantina intentado encontrar a su novio con el cual casarse. Con un vestido destrozado y sin maquillaje comienza a cantarle a todos, mientras salen parejas de todas las edades cantando el coro de la canción. Al final termina ella con un vestido nuevo, arreglada y se le da el "Sí" a un señor más grande que la novia dándose un beso afuera de la cantina.
Estuvo nominado a "Video del Año" en 2004 en los MTV VMALa, ganó Eres de Cafe Tacvba.
| Año  | Lista                             | Posición |
| ---- | --------------------------------- | -------- |
| 2004 | Los 50 + Pedidos del 2004 (Norte) | 20       |
| 2006 | Los 100 videos más pop de MTV     | 16       |
| 2008 | 15 Años, 150 Videos (Norte)       | 24       |
| 2010 | 10 Años, 100 Videos (Norte)       | 6        |
| 2010 | 10 Años, 100 Videos (Centro)      | 61       |
| 2010 | 10 Años, 100 Videos (Sur)         | 63       |

## Lista de canciones
Sencillo en CD
1. «Andar Conmigo» - 3:15

## Posicionamiento en listas

### Listas
| Lista (2003)                               | Posición |
| ------------------------------------------ | -------- |
| México (México Top 10)                     | 1        |
| Lista (2004)                               | Posición |
| Argentina (CAPIF)                          | 10       |
| Estados Unidos (Billboard Hot Latin Songs) | 33       |
| Estados Unidos (Billboard Latin Pop Songs) | 17       |
| Estados Unidos (Billboard Latin Airplay)   | 33       |
| México (México Top 10)                     | 2        |

## Premios y nominaciones

### Latin Grammy
- Grabación del Año - Nominación
- Canción del Año - Nominación

### Premios Oye!
- Canción Del Año - Ganadora

### MTV Video Music Award Latinoamérica
- Vídeo del Año - Nominación

### OVMALA
- Vídeo del Año - Ganadora